# 龍川村 (岡山県)
龍川村（たつかわむら）は、岡山県久米郡にあった村。
現在の久米郡久米南町上二ケ、下二ケ、泰山寺、仏教寺、全間に当たる。

## 沿革
- 1889年6月1日 - 町村制施行に伴い、久米南条郡上二ケ村、下二ケ村、泰山寺村、仏教寺村、全間村が合併し、龍川村となる。大字上二ケに役場を置く。
- 1900年4月1日 - 久米南条郡が久米北条郡と合併し、久米郡となる。
- 1940年4月1日 - 久米郡弓削町と合併し、新たに弓削町となり消滅。

## 地名の読み方
- 上二ケ （かみにか）
- 下二ケ （しもにか）
- 泰山寺 （たいさんじ）
- 仏教寺 （ぶっきょうじ）
- 全間 （またま）

## 現在の様子

### 郵便番号
- 709-3600 久米郡久米南町泰山寺
- 709-3615 久米郡久米南町上二ケ
- 709-3616 久米郡久米南町全間
- 709-3617 久米郡久米南町下二ケ
- 709-3622 久米郡久米南町仏教寺

709-360×の残りの番号は弓削町、誕生寺村を、709-362×の残りの番号は神目村、龍山村を参照。なお、泰山寺の番号は久米南町内の掲載なしの番号に当たる。

### 教育
旧村内に現在教育機関なし

### 交通

#### 鉄道
JR津山線が通過のみ。駅はなし。

#### 道路

##### 高速道路
旧村内を走る高速道路なし

##### 国道
- 国道53号

##### 県道
- 主要地方道
  - 岡山県道52号勝央仁堀中線

- 一般県道
  - 岡山県道265号周匝久米南線
  - 岡山県道467号上二ヶ小鎌線

### 河川・山岳

#### 河川
- 誕生寺川

#### 山岳
- 龍王山

### 寺院・神社

#### 寺院
- 秦山寺
- 仏教寺

#### 神社
- 稲荷神社
- 龍川神社
- 八幡神社